# 阿什莉·霍尔泽
阿什莉·霍尔泽（英語：Ashley Holzer，1963年10月10日—），旧姓尼科尔（Nicoll），加拿大、美国女子马术运动员。她曾代表加拿大参加1988年、2004年、2008年和2012年夏季奥林匹克运动会马术比赛，其中1988年奥运会获得一枚铜牌。